# Paul Veysseyre (architecte)
Pour l’article homonyme, voir Paul Veysseyre (homme politique).
Paul Veysseyre, né le 5 octobre 1896 à Noirétable et mort le 8 novembre 1963 à Tours, est un architecte français connu pour ses nombreuses constructions style Art déco durant l'entre-deux-guerres, actif en Chine (Concession française de Shanghai), Vietnam, Cambodge (ex-Indochine française). Membre de la Société centrale des architectes de Paris (future Académie d'architecture) en 1937, décoré de la Croix de Guerre 1914-1918, nommé à l'ordre de la Légion d'honneur en 1960 (refusé par lui-même). 

## Biographie
Paul Veysseyre travaille tout d'abord à Paris dans un cabinet d'architecture de 1912 à 1914 chez celui qu'il considère comme son maître, l'architecte académicien et prix de Rome, Georges Chedanne, qui l'encourage à suivre l'école des Beaux-Arts. Incorporé en avril 1915 au 86e régiment d'infanterie, volontaire pour le front de 1916 à 1918, il devient lieutenant attaché au service topographique de la Xe armée. Après la guerre, il abandonne ses études. En 1921, il est engagé par les établissements Brossard-Mopin pour travailler en Chine à Tien Tsin. Six mois plus tard, il est nommé architecte responsable du bureau de Shanghai. Il quitte l'entreprise pour s'associer en 1922 avec Alexandre Léonard pour réaliser le Cercle sportif français (1925) Le Cercle sportif français constitua le siège de la communauté française jusqu'à la Seconde Guerre mondiale, aujourd'hui modifié et géré par la chaîne japonaise Okura, c'est un hôtel 5 étoiles composée de 500 chambres. De nombreuses habitations ont été dessinées dont beaucoup sont désormais classées Monuments Historiques et préservées. En 1937, pressentant les difficultés qu'il allait rencontrer en restant en Chine (situation de guerre), il part implanter une antenne de l'agence à Saïgon s'associant avec Arthur Kruze, directeur par intérim de l'école des beaux-arts de Hanoï, en 1934. Parallèlement à son activité professionnelle durant les troubles sino-japonais de 1937-1938, il est nommé lieutenant commandant la 2e section de la compagnie des volontaires de la concession française de Shanghai. 
La collaboration avec Kruze prend fin en 1939 et celle avec Léonard en 1942 compte tenu du contexte de guerre mais Paul Veysseyre reste en Indochine jusqu'en 1951.
Il réalisera un très grand nombre de villas, appartements, écoles, musées, banques, cinémas, garages, hôpitaux (plus de 100)… dont certains bâtiments pour des personnages célèbres, telles la résidence de l'Empereur Bao Dai à Dalat ou encore la résidence du gouverneur général d'Indochine et celle du directeur de la Banque d'Indochine à Shanghai. Il est l'architecte du bâtiment de la Marine nationale, boulevard Norodom à Saïgon et celui des Brasseries et glacières d'Indochine à Cholon et Saïgon. Il réalise aussi de nombreux bâtiments religieux (églises, monastères).
Il existe désormais un boulevard Paul Veysseyre dans l'ancienne concession de Shanghai, quartier entièrement conçu style Art déco en mémoire de ses exceptionnels travaux d'architecture.

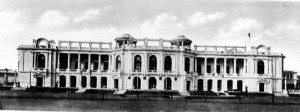
Cercle sportif français Shanghai 1924
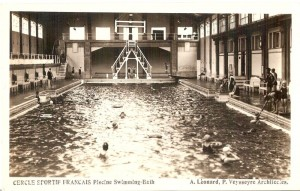
Piscine du Cercle sportif français
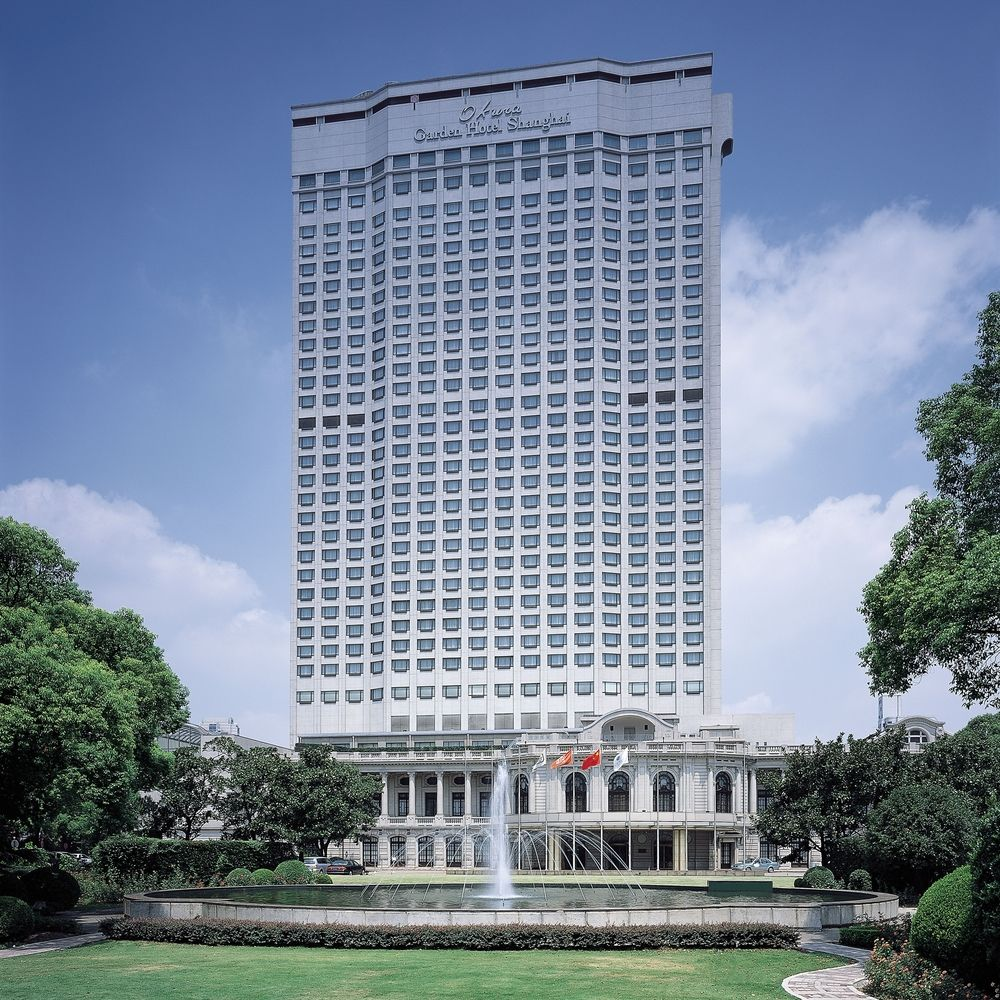
Cercle sportif aujourd'hui : Okura Garden Shanghai Hotel 5 étoiles
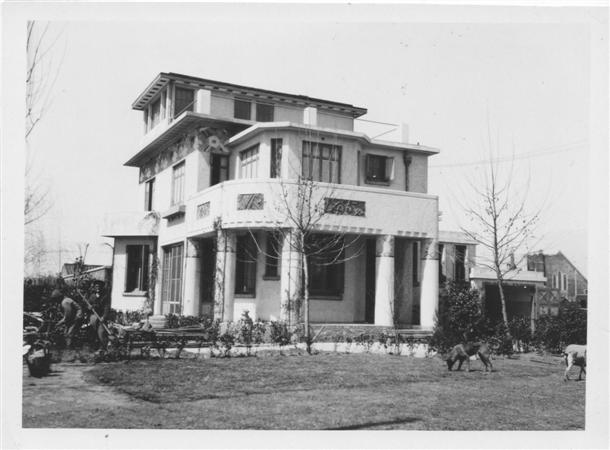
Résidence de Paul Veysseyre et Elise Rieuf Shanghai
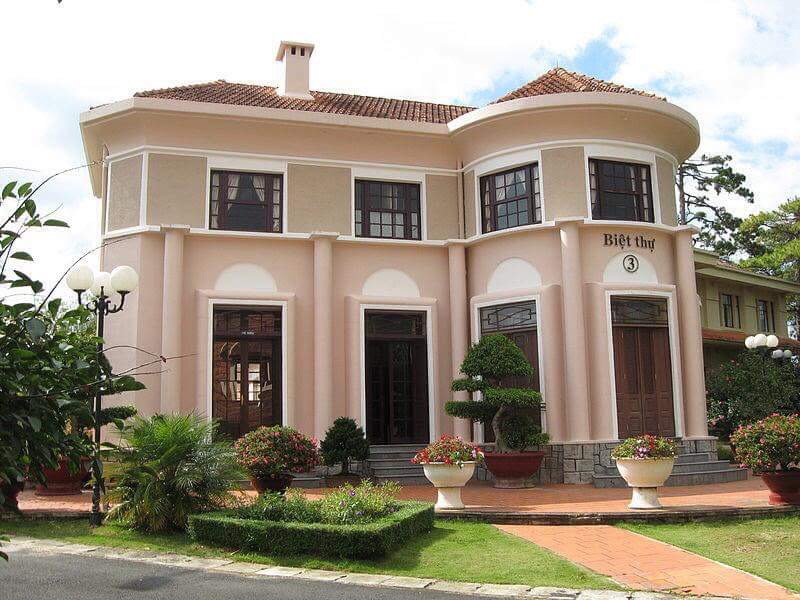
Villa à Dalat Vietnam (construction années 30)
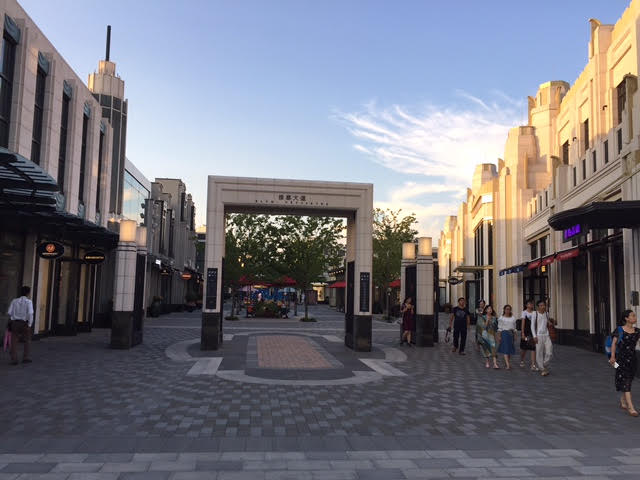
Boulevard Paul Veysseyre Shanghai